# Snow Hilleiland
Snow Hilleiland is een eiland van Antarctica. 
Het eiland werd in 1843 ontdekt door James Clark Ross. Otto Nordenskjöld bouwde hier een hut nadat zijn expeditie er strandde. 